# Temporada 2021-22 de Los Angeles Lakers
La temporada 2021-22 de Los Angeles Lakers fue la 75.ª desde su fundación, su 74.ª temporada de forma ininterrumpida en la NBA y la 62.ª en su localización de Los Ángeles.

## Draft
| Ronda | Pick | Jugador        | Posición | Nacionalidad   | Universidad / Club |
| ----- | ---- | -------------- | -------- | -------------- | ------------------ |
| 1     | 22   | Isaiah Jackson | P/AP     | Estados Unidos | Kentucky           |

## Resumen de la competición
| Temporada regular |  | 82 | 33 | 49 | 18-34 | 21-20 | 12-29 | Jornada 1 | 11.º | 19 de octubre de 2021 | 10 de abril de 2022 |

| Temporada regular |  | 82 | 33 | 49 | 9192 | 9442 | -250 | Jornada 1 | 11.º | 19 de octubre de 2021 | 10 de abril de 2022 |

### Pretemporada
| 3 de octubre de 2021 Pretemporada | Brooklyn Nets                                         | 123–97               | Los Angeles Lakers                                    | Los Ángeles                                                                                             |  |
|                                   | Parciales: 25–19, 32–30, 27–32, 39–16                 |                      |                                                       | |  |
|                                   | Estadísticas Thomas 21 Millsap 10 Millsap, Aldridge 3 | Reporte Pts Reb Asts | Estadísticas 15 Monk 7 Nunn 3 Bazemore, Horton-Tucker | Pabellón: Staples Center Asistencia: 16 000 espectadores Árbitros: Rodney Mott Jacyn Goble Mousa Dagher |  |

| 6 de octubre de 2021 Pretemporada | Los Angeles Lakers                    | 105–117              | Phoenix Suns                             | Phoenix                                                                                                  |  |
|                                   | Parciales: 21–27, 24–35, 29–40, 31–15 |                      |                                          | |  |
|                                   | Estadísticas Monk 18 Davis 8 Rondo 5  | Reporte Pts Reb Asts | Estadísticas 15 Bridges 11 Ayton 11 Paul | Pabellón: Footprint Center Asistencia: 12 434 espectadores Árbitros: Curtis Blair Leon Wood Mousa Dagher |  |

| 8 de octubre de 2021 Pretemporada | Los Angeles Lakers                       | 114–121              | Golden State Warriors                                   | San Francisco                                                                                                |  |
|                                   | Parciales: 25–21, 24–38, 28–32, 37–30    |                      |                                                         | |  |
|                                   | Estadísticas Howard 23 Howard 12 Rondo 6 | Reporte Pts Reb Asts | Estadísticas 30 Curry 6 Green, Porter, Galloway 7 Green | Pabellón: Chase Center Asistencia: 18 064 espectadores Árbitros: Tom Washington Justin Van Duyne John Conley |  |

| 10 de octubre de 2021 Pretemporada | Phoenix Suns                                       | 123–94               | Los Angeles Lakers                     | Los Ángeles                                                                                           |  |
|                                    | Parciales: 28–18, 23–26, 37–20, 35–30              |                      |                                        | |  |
|                                    | Estadísticas Paul 15 Ayton, McGee, Smith 9 Payne 7 | Reporte Pts Reb Asts | Estadísticas 19 Davis 5 Jordan 6 Davis | Pabellón: Staples Center Asistencia: 13 844 espectadores Árbitros: Sean Wright Matt Boland Nate Green |  |

| 12 de octubre de 2021 Pretemporada | Golden State Warriors                           | 111–99               | Los Angeles Lakers                             | Los Ángeles                                                                                          |  |
|                                    | Parciales: 24–32, 29–23, 32–29, 26–15           |                      |                                                | |  |
|                                    | Estadísticas Poole 18 Wiggins, Lee 9 Iguodala 5 | Reporte Pts Reb Asts | Estadísticas 20 Davis 10 Westbrook 6 Westbrook | Pabellón: Staples Center Asistencia: 11 526 espectadores Árbitros: Tre Maddox Matt Boland Nate Green |  |

| 14 de octubre de 2021 Pretemporada | Los Angeles Lakers                      | 112–116              | Sacramento Kings                    | Sacramento                                                            |  |
|                                    | Parciales: 24–32, 29–23, 32–29, 26–15   |                      |                                     |                                                                       |  |
|                                    | Estadísticas James 30 Davis 12 Reaves 7 | Reporte Pts Reb Asts | Estadísticas 21 Fox 10 Holmes 5 Fox | Pabellón: Golden 1 Center Árbitros: Rodney Mott Leon Wood John Butler |  |

### NBA

#### Temporada regular
| 19 de octubre de 2021 Jornada 1 | Golden State Warriors                   | 121–114              | Los Angeles Lakers                                   | Los Ángeles                                                                                            |  |
|                                 | Parciales: 32–34, 21–25, 30–26, 38–29   |                      |                                                      | |  |
|                                 | Estadísticas Curry 21 Curry 10 Curry 10 | Reporte Pts Reb Asts | Estadísticas 34 James 11 Davis, James 5 James, Rondo | Pabellón: Staples Center Asistencia: 18 997 espectadores Árbitros: Sean Wright Mark Lindsay Ray Acosta |  |

| 22 de octubre de 2021 Jornada 2 | Phoenix Suns                          | 115–105              | Los Angeles Lakers                         | Los Ángeles |  |
|                                 | Parciales: 23–26, 34–18, 37–23, 21–38 |                      |                                            | |  |
|                                 | Estadísticas Paul 23 Ayton 15 Paul 14 | Reporte Pts Reb Asts | Estadísticas 25 James 14 Davis 9 Westbrook | Pabellón: Staples Center Asistencia: 18 997 espectadores Árbitros: Tony Brothers Nick Buchert Justin Van Duyne |  |

| 24 de octubre de 2021 Jornada 3 | Memphis Grizzlies                         | 118–121              | Los Angeles Lakers                                   | Los Ángeles                                                                                              |  |
|                                 | Parciales: 24–29, 32–33, 34–25, 28–34     |                      |                                                      | |  |
|                                 | Estadísticas Morant 40 Adams 16 Morant 10 | Reporte Pts Reb Asts | Estadísticas 28 Anthony 8 Davis, Jordan 13 Westbrook | Pabellón: Staples Center Asistencia: 18 997 espectadores Árbitros: Marc Davis Kevin Cutler Brandon Adair |  |

| 26 de octubre de 2021 Jornada 4 | Los Angeles Lakers                                 | 125–121              | San Antonio Spurs                        | San Antonio                                                                                        |  |
|                                 | Parciales: 27–29, 34–33, 24–35, 29–17 (T.E.: 11–7) |                      |                                          | |  |
|                                 | Estadísticas Davis 35 Davis 17 Westbrook 8         | Reporte Pts Reb Asts | Estadísticas 27 Pöltl 14 Pöltl 15 Murray | Pabellón: AT&T Center Asistencia: 18 354 espectadores Árbitros: Curtis Blair Brian Forte Andy Nagy |  |

| 27 de octubre de 2021 Jornada 5 | Los Angeles Lakers                              | 115–123              | Oklahoma City Thunder                                             | Oklahoma City |  |
|                                 | Parciales: 41–19, 31–37, 23–41, 20–26           |                      |                                                                   | |  |
|                                 | Estadísticas Davis 30 Westbrook 14 Westbrook 13 | Reporte Pts Reb Asts | Estadísticas 27 Gilgeous-Alexander 9 Gilgeous-Alexander 10 Giddey | Pabellón: Paycom Center Asistencia: 15 783 espectadores Árbitros: Scott Foster Gediminas Petraitis Lauren Holtkamp |  |

| 29 de octubre de 2021 Jornada 6 | Cleveland Cavaliers                       | 101–113              | Los Angeles Lakers                    | Los Ángeles                                                                                            |  |
|                                 | Parciales: 28–21, 26–33, 31–34, 16–25     |                      |                                       | |  |
|                                 | Estadísticas Mobley 23 Allen 9 Garland 11 | Reporte Pts Reb Asts | Estadísticas 26 James 9 Davis 8 James | Pabellón: Staples Center Asistencia: 18 997 espectadores Árbitros: Eric Lewis Natalie Sago John Butler |  |

| 31 de octubre de 2021 Jornada 7 | Houston Rockets                        | 85–95                | Los Angeles Lakers                           | Los Ángeles                                                                                                |  |
|                                 | Parciales: 15–27, 20–27, 19–21, 31–20  |                      |                                              | |  |
|                                 | Estadísticas Gordon 17 Wood 13 Green 5 | Reporte Pts Reb Asts | Estadísticas 23 Anthony 13 Davis 9 Westbrook | Pabellón: Staples Center Asistencia: 16 448 espectadores Árbitros: Courtney Kirkland Eric Dalen Nate Green |  |

| 2 de noviembre de 2021 Jornada 8 | Houston Rockets                       | 117–119              | Los Angeles Lakers                                        | Los Ángeles                                                                                                   |  |
|                                  | Parciales: 35–32, 35–32, 19–23, 28–32 |                      |                                                           | |  |
|                                  | Estadísticas Wood 26 Wood 16 Porter 8 | Reporte Pts Reb Asts | Estadísticas 30 James 9 Davis, Westbrook, Jordan 10 James | Pabellón: Staples Center Asistencia: 18 997 espectadores Árbitros: James Williams JB DeRosa Jonathan Sterling |  |

| 4 de noviembre de 2021 Jornada 9 | Oklahoma City Thunder                                 | 107–104              | Los Angeles Lakers                                | Los Ángeles                                                                                                |  |
|                                  | Parciales: 21–25, 27–27, 24–28, 35–24                 |                      |                                                   | |  |
|                                  | Estadísticas Gilgeous-Alexander 28 Favors 12 Giddey 8 | Reporte Pts Reb Asts | Estadísticas 29 Davis 18 Davis 5 Davis, Westbrook | Pabellón: Staples Center Asistencia: 18 997 espectadores Árbitros: Kevin Scott Lauren Holtkamp John Conley |  |

| 6 de noviembre de 2021 Jornada 10 | Los Angeles Lakers                                   | 90–105               | Portland Trail Blazers                      | Portland                                                                                             |  |
|                                   | Parciales: 14–36, 22–15, 26–42, 28–12                |                      |                                             | |  |
|                                   | Estadísticas Monk 13 Jordan, Westbrook 9 Westbrook 6 | Reporte Pts Reb Asts | Estadísticas 25 Lillard 17 Nurkić 6 Lillard | Pabellón: Moda Center Asistencia: 19 393 espectadores Árbitros: James Capers Michael Smith Andy Nagy |  |

| 8 de noviembre de 2021 Jornada 11 | Charlotte Hornets                                  | 123–126              | Los Angeles Lakers                                     | Los Ángeles                                                                                              |  |
|                                   | Parciales: 26–29, 34–32, 27–33, 28–21 (T.E.: 8–11) |                      |                                                        | |  |
|                                   | Estadísticas Rozier 29 Ball 16 Ball 11             | Reporte Pts Reb Asts | Estadísticas 32 Davis 12 Davis, Westbrook 14 Westbrook | Pabellón: Staples Center Asistencia: 18 997 espectadores Árbitros: Sean Wright Karl Lane Scott Twardoski |  |

| 10 de noviembre de 2021 Jornada 12 | Miami Heat                                        | 117–120              | Los Angeles Lakers                         | Los Ángeles                                                                                         |  |
|                                    | Parciales: 25–28, 32–27, 29–27, 26–30 (T.E.: 5–8) |                      |                                            | |  |
|                                    | Estadísticas Adebayo 28 Tucker 13 Lowry 11        | Reporte Pts Reb Asts | Estadísticas 27 Monk 13 Davis 14 Westbrook | Pabellón: Staples Center Asistencia: 18 997 espectadores Árbitros: Josh Tiven J. T. Orr Marat Kogut |  |

| 12 de noviembre de 2021 Jornada 13 | Minnesota Timberwolves                                    | 107–83               | Los Angeles Lakers                      | Los Ángeles                                                                                                   |  |
|                                    | Parciales: 19–26, 25–23, 40–12, 23–22                     |                      |                                         | |  |
|                                    | Estadísticas Towns 29 Towns, Beverley, Okogie 7 Russell 7 | Reporte Pts Reb Asts | Estadísticas 22 Davis 10 Howard 8 Rondo | Pabellón: Staples Center Asistencia: 18 997 espectadores Árbitros: Curtis Blair Derek Richardson Brett Nansel |  |

| 14 de noviembre de 2021 Jornada 14 | San Antonio Spurs                           | 106–114              | Los Angeles Lakers                                | Los Ángeles                                                                                                 |  |
|                                    | Parciales: 29–34, 26–26, 24–30, 27–24       |                      |                                                   | |  |
|                                    | Estadísticas Johnson 24 Murray 10 Murray 10 | Reporte Pts Reb Asts | Estadísticas 34 Davis 15 Davis 7 Westbrook, Rondo | Pabellón: Staples Center Asistencia: 18 997 espectadores Árbitros: Bill Kennedy Kevin Cutler Danielle Scott |  |

| 15 de noviembre de 2021 Jornada 15 | Chicago Bulls                            | 121–103              | Los Angeles Lakers                                                                  | Los Ángeles                                                                                           |  |
|                                    | Parciales: 33–25, 24–23, 37–25, 27–30    |                      |                                                                                     | |  |
|                                    | Estadísticas DeRozan 38 Bradley 9 Ball 8 | Reporte Pts Reb Asts | Estadísticas 28 Horton-Tucker 6 Horton-Tucker, Davis, Westbrook, Howard 8 Westbrook | Pabellón: Staples Center Asistencia: 18 997 espectadores Árbitros: Pat Fraher Scott Wall Bennie Adams |  |

| 17 de noviembre de 2021 Jornada 16 | Los Angeles Lakers                                          | 102–109              | Milwaukee Bucks                                                     | Milwaukee                                                                                                  |  |
|                                    | Parciales: 32–30, 21–34, 30–21, 19–24                       |                      |                                                                     | |  |
|                                    | Estadísticas Horton-Tucker 25 Horton-Tucker 12 Westbrook 15 | Reporte Pts Reb Asts | Estadísticas 47 G. Antetokounmpo 9 G. Antetokounmpo, Hill 8 Holiday | Pabellón: Fiserv Forum Asistencia: 17 341 espectadores Árbitros: David Guthrie Brent Barnaky Brandon Adair |  |

| 19 de noviembre de 2021 Jornada 17 | Los Angeles Lakers                               | 108–130              | Boston Celtics                                   | Boston                                                                                          |  |
|                                    | Parciales: 38–30, 23–30, 21–33, 26–37            |                      |                                                  |                                                                                                 |  |
|                                    | Estadísticas Davis 31 James, Davis 6 Westbrook 6 | Reporte Pts Reb Asts | Estadísticas 37 Tatum 11 Tatum 6 Schröder, Smart | Pabellón: TD Garden Asistencia: 19 156 espectadores Árbitros: Sean Wright Tyler Ford Ray Acosta |  |

| 21 de noviembre de 2021 Jornada 18 | Los Angeles Lakers                          | 121–116              | Detroit Pistons                                   | Detroit |  |
|                                    | Parciales: 30–26, 31–42, 23–31, 37–17       |                      |                                                   | |  |
|                                    | Estadísticas Davis 30 Davis 10 Westbrook 10 | Reporte Pts Reb Asts | Estadísticas 36 Grant 12 Cunningham 10 Cunningham | Pabellón: Little Caesars Arena Asistencia: 15 532 espectadores Árbitros: Scott Foster Justin Van Duyne Phenizee Ransom |  |

| 23 de noviembre de 2021 Jornada 19 | Los Angeles Lakers                                  | 100–106              | New York Knicks                                     | Nueva York                                                                                                   |  |
|                                    | Parciales: 20–36, 31–27, 30–20, 19–23               |                      |                                                     | |  |
|                                    | Estadísticas Westbrook 31 Westbrook 13 Westbrook 10 | Reporte Pts Reb Asts | Estadísticas 26 Fournier 16 Randle 5 Randle, Walker | Pabellón: Madison Square Garden Asistencia: 19 812 espectadores Árbitros: Josh Tiven Nick Buchert Scott Wall |  |

| 24 de noviembre de 2021 Jornada 20 | Los Angeles Lakers                                 | 124–116              | Indiana Pacers                                 | Indianápolis                                                                                                |  |
|                                    | Parciales: 26–31, 34–35, 22–18, 30–28 (T.E.: 12–4) |                      |                                                | |  |
|                                    | Estadísticas James 39 Jordan 11 James 6            | Reporte Pts Reb Asts | Estadísticas 28 Brogdon 12 Sabonis 8 McConnell | Pabellón: Gainbridge Fieldhouse Asistencia: 15 572 espectadores Árbitros: Rodney Mott Karl Lane Matt Kallio |  |

| 26 de noviembre de 2021 Jornada 21 | Sacramento Kings                                                  | 141–137              | Los Angeles Lakers                                     | Los Ángeles                                                                                              |  |
|                                    | Parciales: 20–20, 23–23, 30–35, 27–22 (T.E.: 12–12, 12–12, 17–13) |                      |                                                        | |  |
|                                    | Estadísticas Fox 34 Metu, Len 8 Haliburton 9                      | Reporte Pts Reb Asts | Estadísticas 30 James 10 Westbrook 11 James, Westbrook | Pabellón: Staples Center Asistencia: 18 997 espectadores Árbitros: David Guthrie Ben Taylor Brett Nansel |  |

| 28 de noviembre de 2021 Jornada 22 | Detroit Pistons                                  | 106–110              | Los Angeles Lakers                                | Los Ángeles                                                                                              |  |
|                                    | Parciales: 21–23, 27–28, 22–32, 36–27            |                      |                                                   | |  |
|                                    | Estadísticas Grant 32 Bey, Cunningham 11 Hayes 8 | Reporte Pts Reb Asts | Estadísticas 33 James 10 Davis 9 James, Westbrook | Pabellón: Staples Center Asistencia: 18 997 espectadores Árbitros: Zach Zarba Derek Richardson Andy Nagy |  |

| 30 de noviembre de 2021 Jornada 23 | Los Angeles Lakers                          | 117–92               | Sacramento Kings                            | Sacramento                                                                                                |  |
|                                    | Parciales: 20–28, 30–31, 37–15, 30–18       |                      |                                             | |  |
|                                    | Estadísticas Davis 25 Howard 13 Westbrook 6 | Reporte Pts Reb Asts | Estadísticas 27 Holmes 11 Metu 6 Haliburton | Pabellón: Golden 1 Center Asistencia: 12 459 espectadores Árbitros: Bill Kennedy Brian Forte Mousa Dagher |  |

| 3 de diciembre de 2021 Jornada 24 | Los Angeles Clippers                     | 119–115              | Los Angeles Lakers                         | Los Ángeles                                                                                                 |  |
|                                   | Parciales: 23–22, 30–28, 34–29, 32–36    |                      |                                            | |  |
|                                   | Estadísticas Morris 21 George 8 George 9 | Reporte Pts Reb Asts | Estadísticas 27 Davis 11 James 9 Westbrook | Pabellón: Staples Center Asistencia: 18 997 espectadores Árbitros: Eric Lewis Kevin Cutler Justin Van Duyne |  |

| 7 de diciembre de 2021 Jornada 25 | Boston Celtics                                 | 102–117              | Los Angeles Lakers                          | Los Ángeles                                                                                            |  |
|                                   | Parciales: 33–31, 22–29, 20–31, 27–26          |                      |                                             | |  |
|                                   | Estadísticas Tatum 34 Tatum, Horford 8 Smart 6 | Reporte Pts Reb Asts | Estadísticas 30 James 16 Davis 11 Westbrook | Pabellón: Staples Center Asistencia: 18 997 espectadores Árbitros: Scott Foster Curtis Blair J. T. Orr |  |

| 9 de diciembre de 2021 Jornada 26 | Los Angeles Lakers                      | 95–108               | Memphis Grizzlies                                | Memphis                                                                                               |  |
|                                   | Parciales: 29–25, 24–34, 25–26, 17–23   |                      |                                                  | |  |
|                                   | Estadísticas Davis 22 James 10 James 11 | Reporte Pts Reb Asts | Estadísticas 25 Jackson 13 Adams 6 Jones, Melton | Pabellón: FedExForum Asistencia: 16 334 espectadores Árbitros: Pat Fraher Tom Washington Bennie Adams |  |

| 10 de diciembre de 2021 Jornada 27 | Los Angeles Lakers                            | 116–95               | Oklahoma City Thunder                         | Oklahoma City                                                                                       |  |
|                                    | Parciales: 32–18, 32–27, 29–23, 23–27         |                      |                                               | |  |
|                                    | Estadísticas James 33 Westbrook 9 Westbrook 7 | Reporte Pts Reb Asts | Estadísticas 19 Mann 9 Robinson-Earl 7 Giddey | Pabellón: Paycom Center Asistencia: 16 523 espectadores Árbitros: John Goble Sean Corbin Ray Acosta |  |

| 12 de diciembre de 2021 Jornada 28 | Orlando Magic                             | 94–106               | Los Angeles Lakers                      | Los Ángeles                                                                                              |  |
|                                    | Parciales: 25–18, 27–31, 10–36, 32–21     |                      |                                         | |  |
|                                    | Estadísticas Anthony 21 Lopez 9 Anthony 5 | Reporte Pts Reb Asts | Estadísticas 30 James 11 James 10 James | Pabellón: Staples Center Asistencia: 18 997 espectadores Árbitros: Sean Wright Brent Barnaky Matt Boland |  |

| 15 de diciembre de 2021 Jornada 29 | Los Angeles Lakers                                  | 107–104              | Dallas Mavericks                               | Dallas |  |
|                                    | Parciales: 33–23, 14–27, 26–23, 20–20 (T.E.: 14–11) |                      |                                                | |  |
|                                    | Estadísticas James 24 Davis 12 Westbrook 9          | Reporte Pts Reb Asts | Estadísticas 25 Brunson 12 Porziņģis 9 Brunson | Pabellón: American Airlines Center Asistencia: 20 270 espectadores Árbitros: James Williams Brian Forte Marat Kogut |  |

| 17 de diciembre de 2021 Jornada 30 | Los Angeles Lakers                      | 92–110               | Minnesota Timberwolves                         | Mineápolis                                                                                                   |  |
|                                    | Parciales: 16–23, 29–31, 20–31, 27–25   |                      |                                                | |  |
|                                    | Estadísticas Thomas 19 James 10 Rondo 8 | Reporte Pts Reb Asts | Estadísticas 28 Towns 16 Vanderbilt 7 Beverley | Pabellón: Target Center Asistencia: 17 136 espectadores Árbitros: John Goble Dedric Taylor Jonathan Sterling |  |

| 19 de diciembre de 2021 Jornada 31 | Los Angeles Lakers                         | 110–115              | Chicago Bulls                                | Chicago |  |
|                                    | Parciales: 22–28, 37–33, 25–22, 26–32      |                      |                                              | |  |
|                                    | Estadísticas James 31 James 14 Westbrook 8 | Reporte Pts Reb Asts | Estadísticas 38 DeRozan 13 Vučević 6 DeRozan | Pabellón: United Center Asistencia: 21 560 espectadores Árbitros: Tony Brothers Tyler Ford Jenna Schroeder |  |

| 21 de diciembre de 2021 Jornada 32 | Phoenix Suns                           | 108–90               | Los Angeles Lakers                             | Los Ángeles                                                                                            |  |
|                                    | Parciales: 24–25, 30–27, 31–21, 23–17  |                      |                                                | |  |
|                                    | Estadísticas Booker 24 Ayton 11 Paul 9 | Reporte Pts Reb Asts | Estadísticas 34 James 10 Westbrook 5 Westbrook | Pabellón: Staples Center Asistencia: 18 997 espectadores Árbitros: Josh Tiven Ben Taylor Brandon Adair |  |

| 23 de diciembre de 2021 Jornada 33 | San Antonio Spurs                               | 138–110              | Los Angeles Lakers                            | Los Ángeles                                                                                                 |  |
|                                    | Parciales: 33–24, 33–31, 39–37, 33–18           |                      |                                               | |  |
|                                    | Estadísticas Bates-Diop 30 Johnson 10 Murray 13 | Reporte Pts Reb Asts | Estadísticas 36 James 9 James, Howard 6 James | Pabellón: Staples Center Asistencia: 18 997 espectadores Árbitros: Tre Maddox Justin Van Duyne Brett Nansel |  |

| 25 de diciembre de 2021 Jornada 34 | Brooklyn Nets                              | 122–115              | Los Angeles Lakers                              | Los Ángeles |  |
|                                    | Parciales: 33–24, 33–31, 39–37, 33–18      |                      |                                                 | |  |
|                                    | Estadísticas Harden 36 Harden 10 Harden 10 | Reporte Pts Reb Asts | Estadísticas 39 James 12 Westbrook 11 Westbrook | Pabellón: Crypto.com Arena Asistencia: 18 997 espectadores Árbitros: Kevin Cutler Derek Richardson Mousa Dagher |  |

| 28 de diciembre de 2021 Jornada 35 | Los Angeles Lakers                          | 132–123              | Houston Rockets                        | Houston                                                                                                  |  |
|                                    | Parciales: 34–35, 33–24, 30–33, 35–31       |                      |                                        | |  |
|                                    | Estadísticas James 32 Westbrook 13 James 11 | Reporte Pts Reb Asts | Estadísticas 24 Green 7 Nwaba 9 Porter | Pabellón: Toyota Center Asistencia: 18 104 espectadores Árbitros: Eric Lewis Brandon Adair Brent Haskill |  |

| 29 de diciembre de 2021 Jornada 36 | Los Angeles Lakers                          | 99–104               | Memphis Grizzlies                        | Memphis                                                                                              |  |
|                                    | Parciales: 30–23, 24–25, 29–30, 16–26       |                      |                                          | |  |
|                                    | Estadísticas James 37 James 13 Westbrook 12 | Reporte Pts Reb Asts | Estadísticas 41 Morant 10 Morant 7 Jones | Pabellón: FedExForum Asistencia: 17 794 espectadores Árbitros: John Goble Brandon Adair Blanca Burns |  |

| 31 de diciembre de 2021 Jornada 37 | Portland Trail Blazers                     | 106–139              | Los Angeles Lakers                          | Los Ángeles                                                                                                   |  |
|                                    | Parciales: 28–43, 26–26, 23–32, 29–38      |                      |                                             | |  |
|                                    | Estadísticas McLemore 28 Nance 9 Lillard 7 | Reporte Pts Reb Asts | Estadísticas 43 James 14 James 12 Westbrook | Pabellón: Crypto.com Arena Asistencia: 18 997 espectadores Árbitros: Kevin Scott Derrick Collins Jenna Reneau |  |

| 2 de enero de 2022 Jornada 38 | Minnesota Timberwolves                        | 103–108              | Los Angeles Lakers                               | Los Ángeles                                                                                               |  |
|                               | Parciales: 24–31, 30–26, 26–21, 23–30         |                      |                                                  | |  |
|                               | Estadísticas Reid 23 Vanderbilt 12 Beverley 6 | Reporte Pts Reb Asts | Estadísticas 26 James 7 James 5 James, Westbrook | Pabellón: Crypto.com Arena Asistencia: 18 343 espectadores Árbitros: Tre Maddox Nick Buchert Jenna Reneau |  |

| 4 de enero de 2022 Jornada 39 | Sacramento Kings                           | 114–122              | Los Angeles Lakers                              | Los Ángeles                                                                                              |  |
|                               | Parciales: 31–26, 28–31, 24–28, 31–37      |                      |                                                 | |  |
|                               | Estadísticas Fox 30 Bagley 12 Haliburton 9 | Reporte Pts Reb Asts | Estadísticas 31 James 14 Howard 6 Horton-Tucker | Pabellón: Crypto.com Arena Asistencia: 17 919 espectadores Árbitros: Brian Forte JB DeRosa CJ Washington |  |

| 7 de enero de 2022 Jornada 40 | Atlanta Hawks                            | 118–134              | Los Angeles Lakers                              | Los Ángeles |  |
|                               | Parciales: 28–34, 33–30, 26–37, 31–33    |                      |                                                 | |  |
|                               | Estadísticas Young 25 Capela 12 Young 14 | Reporte Pts Reb Asts | Estadísticas 32 James 11 Westbrook 13 Westbrook | Pabellón: Crypto.com Arena Asistencia: 18 997 espectadores Árbitros: Courtney Kirkland Ray Acosta Bennie Adams |  |

| 9 de enero de 2022 Jornada 41 | Memphis Grizzlies                          | 127–119              | Los Angeles Lakers                    | Los Ángeles                                                                                                 |  |
|                               | Parciales: 27–27, 38–25, 42–31, 20–36      |                      |                                       | |  |
|                               | Estadísticas Bane 23 Jackson 12 Anderson 8 | Reporte Pts Reb Asts | Estadísticas 35 James 9 James 7 James | Pabellón: Crypto.com Arena Asistencia: 18 288 espectadores Árbitros: Tony Brothers Jacyn Goble Suyash Mehta |  |

| 12 de enero de 2022 Jornada 42 | Los Angeles Lakers                                    | 116–125              | Sacramento Kings                           | Sacramento |  |
|                                | Parciales: 34–29, 33–32, 23–40, 26–24                 |                      |                                            | |  |
|                                | Estadísticas James 34 Westbrook 12 James, Westbrook 6 | Reporte Pts Reb Asts | Estadísticas 29 Fox 9 Bagley 10 Haliburton | Pabellón: Golden 1 Center Asistencia: 12 199 espectadores Árbitros: Sean Wright Justin Van Duyne Derek Richardson |  |

| 15 de enero de 2022 Jornada 43 | Los Angeles Lakers                    | 96–133               | Denver Nuggets                           | Denver                                                                                                  |  |
|                                | Parciales: 29–34, 31–39, 19–29, 17–31 |                      |                                          | |  |
|                                | Estadísticas James 25 James 9 Monk 6  | Reporte Pts Reb Asts | Estadísticas 27 Hyland 12 Jokić 13 Jokić | Pabellón: Ball Arena Asistencia: 19 520 espectadores Árbitros: John Goble Dedric Taylor Scott Twardoski |  |

| 17 de enero de 2022 Jornada 44 | Utah Jazz                                   | 95–101               | Los Angeles Lakers                                | Los Ángeles                                                                                                 |  |
|                                | Parciales: 25–24, 21–28, 32–20, 17–29       |                      |                                                   | |  |
|                                | Estadísticas Conley 20 Gobert 16 Mitchell 7 | Reporte Pts Reb Asts | Estadísticas 25 James 8 Howard, Westbrook 7 James | Pabellón: Crypto.com Arena Asistencia: 17 238 espectadores Árbitros: David Guthrie Michael Smith Scott Wall |  |

| 19 de enero de 2022 Jornada 45 | Indiana Pacers                             | 111–104              | Los Angeles Lakers                             | Los Ángeles |  |
|                                | Parciales: 23–32, 27–24, 26–24, 35–24      |                      |                                                | |  |
|                                | Estadísticas LeVert 30 Craig 13 Sabonis 10 | Reporte Pts Reb Asts | Estadísticas 30 James 12 James 7 Horton-Tucker | Pabellón: Crypto.com Arena Asistencia: 17 818 espectadores Árbitros: Tony Brothers Brent Barnaky Derek Richardson |  |

| 21 de enero de 2022 Jornada 46 | Los Angeles Lakers                             | 116–105              | Orlando Magic                         | Orlando |  |
|                                | Parciales: 24–27, 30–35, 31–16, 31–27          |                      |                                       | |  |
|                                | Estadísticas James 29 Westbrook 11 Westbrook 7 | Reporte Pts Reb Asts | Estadísticas 22 Suggs 8 Bamba 9 Suggs | Pabellón: Amway Center Asistencia: 18 846 espectadores Árbitros: Courtney Kirkland Lauren Holtkamp Marat Kogut |  |

| 23 de enero de 2022 Jornada 47 | Los Angeles Lakers                         | 107–113              | Miami Heat                                   | Miami |  |
|                                | Parciales: 25–39, 27–30, 18–20, 37–24      |                      |                                              | |  |
|                                | Estadísticas James 33 James 11 Westbrook 9 | Reporte Pts Reb Asts | Estadísticas 25 Robinson 10 Butler 12 Butler | Pabellón: FTX Arena Asistencia: 19 973 espectadores Árbitros: James Williams Dedric Taylor Phenizee Ransom |  |

| 25 de enero de 2022 Jornada 48 | Los Angeles Lakers                            | 106–96               | Brooklyn Nets                              | Nueva York                                                                                                   |  |
|                                | Parciales: 33–25, 29–28, 30–25, 14–18         |                      |                                            | |  |
|                                | Estadísticas James 33 James 7 James, Reaves 6 | Reporte Pts Reb Asts | Estadísticas 33 Harden 12 Harden 11 Harden | Pabellón: Barclays Center Asistencia: 18 126 espectadores Árbitros: David Guthrie Tom Washington Matt Boland |  |

| 27 de enero de 2022 Jornada 49 | Los Angeles Lakers                    | 87–105               | Philadelphia 76ers                          | Filadelfia                                                                                                 |  |
|                                | Parciales: 33–25, 29–28, 30–25, 14–18 |                      |                                             | |  |
|                                | Estadísticas Davis 31 Davis 12 Monk 5 | Reporte Pts Reb Asts | Estadísticas 26 Embiid 10 Drummond 10 Maxey | Pabellón: Wells Fargo Center Asistencia: 20 953 espectadores Árbitros: James Capers Kevin Cutler Leon Wood |  |

| 28 de enero de 2022 Jornada 50 | Los Angeles Lakers                                      | 114–117              | Charlotte Hornets                                     | Charlotte                                                                                                 |  |
|                                | Parciales: 21–31, 28–34, 36–22, 29–30                   |                      |                                                       | |  |
|                                | Estadísticas Westbrook 35 Reaves 8 Westbrook, Anthony 5 | Reporte Pts Reb Asts | Estadísticas 26 Bridges 17 Plumlee 6 Bridges, Plumlee | Pabellón: Spectrum Center Asistencia: 19 469 espectadores Árbitros: Tony Brothers Tyler Ford Bennie Adams |  |

| 30 de enero de 2022 Jornada 51 | Los Angeles Lakers                        | 121–129              | Atlanta Hawks                             | Atlanta                                                                                                  |  |
|                                | Parciales: 33–34, 38–28, 30–29, 20–38     |                      |                                           | |  |
|                                | Estadísticas Monk 33 Monk 10 Westbrook 12 | Reporte Pts Reb Asts | Estadísticas 36 Young 11 Collins 12 Young | Pabellón: State Farm Arena Asistencia: 17 391 espectadores Árbitros: Tony Brothers Karl Lane John Butler |  |

| 2 de febrero de 2022 Jornada 52 | Portland Trail Blazers                                  | 94–99                | Los Angeles Lakers                          | Los Ángeles                                                                                                  |  |
|                                 | Parciales: 16–28, 37–26, 22–18, 19–27                   |                      |                                             | |  |
|                                 | Estadísticas Powell 30 Covington, Nurkić 13 Covington 9 | Reporte Pts Reb Asts | Estadísticas 30 Davis 15 Davis 13 Westbrook | Pabellón: Crypto.com Arena Asistencia: 17 259 espectadores Árbitros: Curtis Blair Leon Wood Jason Goldenberg |  |

| 3 de febrero de 2022 Jornada 53 | Los Angeles Lakers                    | 110–111              | Los Angeles Clippers                              | Los Ángeles                                                                                             |  |
|                                 | Parciales: 26–28, 28–32, 28–34, 28–17 |                      |                                                   | |  |
|                                 | Estadísticas Davis 30 Davis 17 Monk 7 | Reporte Pts Reb Asts | Estadísticas 29 Morris 8 Ibaka, Jackson 7 Bledsoe | Pabellón: Crypto.com Arena Asistencia: 19 068 espectadores Árbitros: Zach Zarba Jacyn Goble Aaron Smith |  |

| 5 de febrero de 2022 Jornada 54 | New York Knicks                                    | 115–122              | Los Angeles Lakers                            | Los Ángeles |  |
|                                 | Parciales: 42–29, 29–27, 13–31, 27–24 (T.E.: 4–11) |                      |                                               | |  |
|                                 | Estadísticas Barrett 36 Randle 16 Randle 7         | Reporte Pts Reb Asts | Estadísticas 29 James, Monk 17 Davis 10 James | Pabellón: Crypto.com Arena Asistencia: 18 997 espectadores Árbitros: David Guthrie Dedric Taylor Justin Van Duyne |  |

| 8 de febrero de 2022 Jornada 55 | Milwaukee Bucks                                                 | 131–116              | Los Angeles Lakers                         | Los Ángeles |  |
|                                 | Parciales: 38–24, 40–32, 31–29, 22–31                           |                      |                                            | |  |
|                                 | Estadísticas G. Antetokounmpo 44 G. Antetokounmpo 14 Holiday 10 | Reporte Pts Reb Asts | Estadísticas 27 James 10 Westbrook 8 James | Pabellón: Crypto.com Arena Asistencia: 18 997 espectadores Árbitros: Josh Tiven Gediminas Petraitis Scott Twardoski |  |

| 9 de febrero de 2022 Jornada 56 | Los Angeles Lakers                                          | 105–107              | Portland Trail Blazers                    | Portland                                                                                               |  |
|                                 | Parciales: 18–18, 36–29, 24–29, 27–31                       |                      |                                           | |  |
|                                 | Estadísticas James 30 James, Davis 7 James, Horton-Tucker 7 | Reporte Pts Reb Asts | Estadísticas 29 Simons 12 Nurkić 11 Smith | Pabellón: Moda Center Asistencia: 19 393 espectadores Árbitros: Kevin Scott Brent Barnaky Brett Nansel |  |

| 12 de febrero de 2022 Jornada 57 | Los Angeles Lakers                     | 115–117              | Golden State Warriors                      | San Francisco                                                                                         |  |
|                                  | Parciales: 26–32, 36–33, 32–30, 21–22  |                      |                                            | |  |
|                                  | Estadísticas James 26 James 15 James 8 | Reporte Pts Reb Asts | Estadísticas 33 Thompson 12 Looney 8 Curry | Pabellón: Chase Center Asistencia: 18 064 espectadores Árbitros: James Capers Kevin Scott Marat Kogut |  |

| 16 de febrero de 2022 Jornada 58 | Utah Jazz                                             | 101–106              | Los Angeles Lakers                               | Los Ángeles                                                                                               |  |
|                                  | Parciales: 27–27, 26–19, 26–25, 22–35                 |                      |                                                  | |  |
|                                  | Estadísticas Mitchell 37 Gobert 11 Mitchell, Conley 5 | Reporte Pts Reb Asts | Estadísticas 33 James 8 James 6 James, Westbrook | Pabellón: Crypto.com Arena Asistencia: 17 787 espectadores Árbitros: Ed Malloy Mitchell Ervin Matt Boland |  |

| 25 de febrero de 2022 Jornada 59 | Los Angeles Clippers                                | 105–102              | Los Angeles Lakers                     | Los Ángeles                                                                                              |  |
|                                  | Parciales: 24–22, 33–25, 15–31, 33–24               |                      |                                        | |  |
|                                  | Estadísticas Mann 19 Mann 10 Jackson, Hartenstein 6 | Reporte Pts Reb Asts | Estadísticas 21 James 16 Howard 6 Monk | Pabellón: Crypto.com Arena Asistencia: 18 997 espectadores Árbitros: Zach Zarba Brian Forte Nick Buchert |  |

| 27 de febrero de 2022 Jornada 60 | New Orleans Pelicans                                       | 123–95               | Los Angeles Lakers                              | Los Ángeles                                                                                                  |  |
|                                  | Parciales: 24–20, 27–20, 44–25, 28–30                      |                      |                                                 | |  |
|                                  | Estadísticas McCollum 22 Valančiūnas 10 Ingram, McCollum 8 | Reporte Pts Reb Asts | Estadísticas 32 James 11 Howard 5 Horton-Tucker | Pabellón: Crypto.com Arena Asistencia: 17 536 espectadores Árbitros: John Goble Tom Washington Brandon Adair |  |

| 1 de marzo de 2022 Jornada 61 | Dallas Mavericks                                  | 109–104              | Los Angeles Lakers                         | Los Ángeles                                                                                              |  |
|                               | Parciales: 30–25, 41–31, 14–31, 24–17             |                      |                                            | |  |
|                               | Estadísticas Dončić 25 Finney-Smith 9 Dinwiddie 9 | Reporte Pts Reb Asts | Estadísticas 26 James 12 James 8 Westbrook | Pabellón: Crypto.com Arena Asistencia: 17 857 espectadores Árbitros: Sean Wright Tyler Ford Brett Nansel |  |

| 3 de marzo de 2022 Jornada 62 | Los Angeles Lakers                                  | 111–132              | Los Angeles Clippers                      | Los Ángeles                                                                                                 |  |
|                               | Parciales: 31–36, 32–30, 18–40, 30–26               |                      |                                           | |  |
|                               | Estadísticas James 26 James, Westbrook 8 Augustin 6 | Reporte Pts Reb Asts | Estadísticas 36 Jackson 9 Zubac 8 Jackson | Pabellón: Crypto.com Arena Asistencia: 19 068 espectadores Árbitros: David Guthrie Kevin Cutler Matt Boland |  |

| 5 de marzo de 2022 Jornada 63 | Golden State Warriors                            | 116–124              | Los Angeles Lakers                    | Los Ángeles                                                                                             |  |
|                               | Parciales: 25–32, 42–30, 27–27, 22–35            |                      |                                       | |  |
|                               | Estadísticas Curry 30 Porter 10 Poole, Toscano 5 | Reporte Pts Reb Asts | Estadísticas 56 James 10 James 5 Monk | Pabellón: Crypto.com Arena Asistencia: 18 997 espectadores Árbitros: Josh Tiven Mark Lindsay Ray Acosta |  |

| 7 de marzo de 2022 Jornada 64 | Los Angeles Lakers                                     | 110–117              | San Antonio Spurs                         | San Antonio                                                                                                  |  |
|                               | Parciales: 22–31, 34–31, 36–33, 18–22                  |                      |                                           | |  |
|                               | Estadísticas Horton-Tucker 18 Westbrook 10 Westbrook 6 | Reporte Pts Reb Asts | Estadísticas 26 Murray 10 Murray 8 Murray | Pabellón: AT&T Center Asistencia: 18 354 espectadores Árbitros: Courtney Kirkland Scott Wall Scott Twardoski |  |

| 9 de marzo de 2022 Jornada 65 | Los Angeles Lakers                                  | 130–139              | Houston Rockets                           | Houston                                                                                                |  |
|                               | Parciales: 38–32, 25–36, 35–29, 22–23 (T.E.: 10–19) |                      |                                           | |  |
|                               | Estadísticas Westbrook 30 James 14 James 12         | Reporte Pts Reb Asts | Estadísticas 32 Green 14 Şengün 10 Porter | Pabellón: Toyota Center Asistencia: 18 055 espectadores Árbitros: Ben Taylor Michael Smith John Butler |  |

| 11 de marzo de 2022 Jornada 66 | Washington Wizards                                    | 109–122              | Los Angeles Lakers                        | Los Ángeles                                                                                                |  |
|                                | Parciales: 26–26, 33–26, 23–37, 27–33                 |                      |                                           | |  |
|                                | Estadísticas Kuzma 23 Porziņģis 14 Neto, Satoranský 4 | Reporte Pts Reb Asts | Estadísticas 50 James 7 James 9 Westbrook | Pabellón: Crypto.com Arena Asistencia: 18 997 espectadores Árbitros: James Williams Jacyn Goble Evan Scott |  |

| 13 de marzo de 2022 Jornada 67 | Los Angeles Lakers                    | 111–140              | Phoenix Suns                             | Phoenix |  |
|                                | Parciales: 22–48, 34–31, 34–40, 21–21 |                      |                                          | |  |
|                                | Estadísticas James 31 James 7 James 6 | Reporte Pts Reb Asts | Estadísticas 30 Booker 16 Ayton 11 Payne | Pabellón: Footprint Center Asistencia: 17 071 espectadores Árbitros: Tony Brothers Eric Dalen Derek Richardson |  |

| 14 de marzo de 2022 Jornada 68 | Toronto Raptors                                     | 114–103              | Los Angeles Lakers                                     | Los Ángeles                                                                                                 |  |
|                                | Parciales: 33–12, 25–28, 33–31, 23–32               |                      |                                                        | |  |
|                                | Estadísticas Trent 28 Siakam, Achiuwa 11 VanVleet 7 | Reporte Pts Reb Asts | Estadísticas 30 James 9 James, Gabriel 5 Horton-Tucker | Pabellón: Crypto.com Arena Asistencia: 18 228 espectadores Árbitros: James Capers Derrick Collins Andy Nagy |  |

| 16 de marzo de 2022 Jornada 69 | Los Angeles Lakers                    | 104–124              | Minnesota Timberwolves                       | Mineápolis                                                                                             |  |
|                                | Parciales: 17–31, 29–36, 31–19, 27–38 |                      |                                              | |  |
|                                | Estadísticas James 19 Howard 6 Monk 6 | Reporte Pts Reb Asts | Estadísticas 30 Towns 9 Vanderbilt 6 Russell | Pabellón: Target Center Asistencia: 17 136 espectadores Árbitros: John Goble Michael Smith Aaron Smith |  |

| 18 de marzo de 2022 Jornada 70 | Los Angeles Lakers                                 | 128–123              | Toronto Raptors                                     | Toronto |  |
|                                | Parciales: 33–30, 26–25, 29–34, 28–27 (T.E.: 12–7) |                      |                                                     | |  |
|                                | Estadísticas James 36 Westbrook 10 Westbrook 10    | Reporte Pts Reb Asts | Estadísticas 31 Barnes 17 Barnes 7 Siakam, VanVleet | Pabellón: Scotiabank Arena Asistencia: 19 800 espectadores Árbitros: Courtney Kirkland Mark Lindsay Matt Myers |  |

| 19 de marzo de 2022 Jornada 71 | Los Angeles Lakers                                    | 119–127              | Washington Wizards                                      | Washington D. C. |  |
|                                | Parciales: 36–26, 31–32, 32–35, 20–34                 |                      |                                                         | |  |
|                                | Estadísticas James 38 James, Westbrook 10 Westbrook 8 | Reporte Pts Reb Asts | Estadísticas 27 Porziņģis 10 Caldwell-Pope 6 Satoranský | Pabellón: Capital One Arena Asistencia: 20 476 espectadores Árbitros: Curtis Blair Mitchell Ervin Gediminas Petraitis |  |

| 21 de marzo de 2022 Jornada 72 | Los Angeles Lakers                      | 131–120              | Cleveland Cavaliers                            | Cleveland |  |
|                                | Parciales: 28–35, 39–27, 29–35, 35–23   |                      |                                                | |  |
|                                | Estadísticas James 38 James 10 James 12 | Reporte Pts Reb Asts | Estadísticas 29 Garland 9 Markkanen 17 Garland | Pabellón: Rocket Mortgage FieldHouse Asistencia: 19 432 espectadores Árbitros: James Williams Tom Washington Scott Wall |  |

| 23 de marzo de 2022 Jornada 73 | Philadelphia 76ers                               | 126–121              | Los Angeles Lakers                                                          | Los Ángeles                                                                                               |  |
|                                | Parciales: 27–30, 34–22, 32–39, 33–30            |                      |                                                                             | |  |
|                                | Estadísticas Embiid 30 Embiid 10 Maxey, Harden 7 | Reporte Pts Reb Asts | Estadísticas 24 Howard, Westbrook 9 Gabriel, Westbrook 8 Johnson, Westbrook | Pabellón: Crypto.com Arena Asistencia: 18 997 espectadores Árbitros: Sean Wright Brent Barnaky Ray Acosta |  |

| 27 de marzo de 2022 Jornada 74 | Los Angeles Lakers                                        | 108–116              | New Orleans Pelicans                             | Nueva Orleans                                                                                               |  |
|                                | Parciales: 31–23, 38–26, 25–41, 14–26                     |                      |                                                  | |  |
|                                | Estadísticas James 39 Howard 10 Reaves, Westbrook, Monk 6 | Reporte Pts Reb Asts | Estadísticas 26 Ingram 12 Valančiūnas 6 McCollum | Pabellón: Smoothie King Center Asistencia: 18 516 espectadores Árbitros: Tony Brothers Eric Dalen Andy Nagy |  |

| 29 de marzo de 2022 Jornada 75 | Los Angeles Lakers                           | 110–128              | Dallas Mavericks                           | Dallas |  |
|                                | Parciales: 25–43, 31–39, 28–31, 26–15        |                      |                                            | |  |
|                                | Estadísticas Monk 28 Westbrook 8 Westbrook 6 | Reporte Pts Reb Asts | Estadísticas 34 Dončić 12 Dončić 12 Dončić | Pabellón: American Airlines Center Asistencia: 20 382 espectadores Árbitros: Marc Davis Dedric Taylor Natalie Sago |  |

| 31 de marzo de 2022 Jornada 76 | Los Angeles Lakers                              | 109–122              | Utah Jazz                                     | Salt Lake City                                                                                   |  |
|                                | Parciales: 28–34, 27–32, 30–33, 24–23           |                      |                                               |                                                                                                  |  |
|                                | Estadísticas Westbrook 24 Howard 12 Westbrook 7 | Reporte Pts Reb Asts | Estadísticas 29 Mitchell 17 Gobert 7 Mitchell | Pabellón: Vivint Arena Asistencia: 18 306 espectadores Árbitros: Eric Lewis Karl Lane Evan Scott |  |

| 1 de abril de 2022 Jornada 77 | New Orleans Pelicans                             | 114–111              | Los Angeles Lakers                    | Los Ángeles                                                                                         |  |
|                               | Parciales: 30–25, 20–25, 36–37, 28–24            |                      |                                       | |  |
|                               | Estadísticas McCollum 32 Valančiūnas 12 Ingram 7 | Reporte Pts Reb Asts | Estadísticas 38 James 12 Davis 7 Monk | Pabellón: Crypto.com Arena Asistencia: 18 997 espectadores Árbitros: Pat Fraher J. T. Orr Leon Wood |  |

| 3 de abril de 2022 Jornada 78 | Denver Nuggets                           | 129–118              | Los Angeles Lakers                         | Los Ángeles                                                                                                   |  |
|                               | Parciales: 24–28, 38–33, 33–33, 34–24    |                      |                                            | |  |
|                               | Estadísticas Jokić 38 Jokić 18 Morris 10 | Reporte Pts Reb Asts | Estadísticas 28 Davis 10 Westbrook 8 Davis | Pabellón: Crypto.com Arena Asistencia: 18 997 espectadores Árbitros: Ed Malloy Mitchell Ervin Scott Twardoski |  |

| 5 de abril de 2022 Jornada 79 | Los Angeles Lakers                          | 110–121              | Phoenix Suns                            | Phoenix |  |
|                               | Parciales: 31–28, 27–35, 22–35, 30–23       |                      |                                         | |  |
|                               | Estadísticas Westbrook 28 Davis 13 Reaves 6 | Reporte Pts Reb Asts | Estadísticas 32 Booker 13 Ayton 12 Paul | Pabellón: Footprint Center Asistencia: 17 071 espectadores Árbitros: David Guthrie Derrick Collins Gediminas Petraitis |  |

| 7 de abril de 2022 Jornada 80 | Los Angeles Lakers                             | 112–128              | Golden State Warriors                      | San Francisco                                                                                                |  |
|                               | Parciales: 32–27, 30–38, 22–26, 28–37          |                      |                                            | |  |
|                               | Estadísticas Horton-Tucker 40 Howard 12 Monk 4 | Reporte Pts Reb Asts | Estadísticas 33 Thompson 8 Porter 11 Poole | Pabellón: Chase Center Asistencia: 18 064 espectadores Árbitros: Kane Fitzgerald Michael Smith Brandon Adair |  |

| 8 de abril de 2022 Jornada 81 | Oklahoma City Thunder                    | 101–120              | Los Angeles Lakers                                                             | Los Ángeles |  |
|                               | Parciales: 28–27, 24–29, 30–34, 19–30    |                      |                                                                                | |  |
|                               | Estadísticas Hoard 27 Hoard 17 Simpson 7 | Reporte Pts Reb Asts | Estadísticas 21 Johnson 8 Johnson, Howard, Horton-Tucker 5 Monk, Horton-Tucker | Pabellón: Crypto.com Arena Asistencia: 18 997 espectadores Árbitros: Bill Kennedy Dedric Taylor Lauren Hotlkamp |  |

| 10 de abril de 2022 Jornada 82 | Los Angeles Lakers                                 | 146–141              | Denver Nuggets                                   | Denver |  |
|                                | Parciales: 36–33, 33–36, 26–39, 40–27 (T.E.: 11–6) |                      |                                                  | |  |
|                                | Estadísticas Monk 41 Reaves 16 Reaves 10           | Reporte Pts Reb Asts | Estadísticas 25 Howard 9 Cousins, Green 6 Hyland | Pabellón: Ball Arena Asistencia: 19 520 espectadores Árbitros: Josh Tiven Mitchell Ervin Justin Van Duyne |  |

## Plantilla

### Derechos internacionales
Los Angeles Lakers tienen los derechos internacionales sobre los siguientes jugadores.
| Draft | Ronda | Puesto | Jugador         | Pos. | Nacionalidad | Equipo actual                      | Nota(s) | Ref   |
| ----- | ----- | ------ | --------------- | ---- | ------------ | ---------------------------------- | ------- | ----- |
| 2009  | 2     | 59     | Chinemelu Elonu | AP   | Nigeria      | Capitanes de Arecibo (Puerto Rico) |         | [ 1 ] |
| 2007  | 2     | 54     | Brad Newley     | E    | Australia    | Sydney Kings (Australia)           |         | [ 2 ] |
| 2016  | 2     | 57     | Wang Zhelin     | P    | China        | Fujian Sturgeons (China)           |         | [ 3 ] |